# 鄉校
乡校，又稱鄉學，是古代中國、朝鮮半島、日本、越南、琉球政府开办的地方學校。在周朝時已有鄉校一名，當時特指六乡州党的学校。

## 中國
周代鄉校為諸侯設置，當時不但是學習的地方，還是人們閒時聚會、交談的場所，交談內容包括議論國家政事得失。春秋時代鄭國賢相子產拒絕子然明毀鄉校的建議，受到後人稱頌。
漢代時，地方官員亦會設置鄉校，如東漢寇恂任汝南太守時因為郡中無事，就設置鄉校。唐代韓愈被貶潮州時也曾在當地設置鄉校。南宋的文天祥曾就讀廬陵鄉校，18歲時獲鄉校考試第一名。

## 朝鮮半島
朝鮮半島的鄉校是高丽和朝鲜王朝时期成立的道级学校。他们在1894年朝鲜王朝末年被正式关闭，但许多在1900年以公立小学的形式重开。
乡校主要为两班、统治精英或上层阶级的子女提供教育，以预备将来的科举考试。虽然这种教育有着很高的需求，但最终仍然无法与民营书院和书堂竞争。

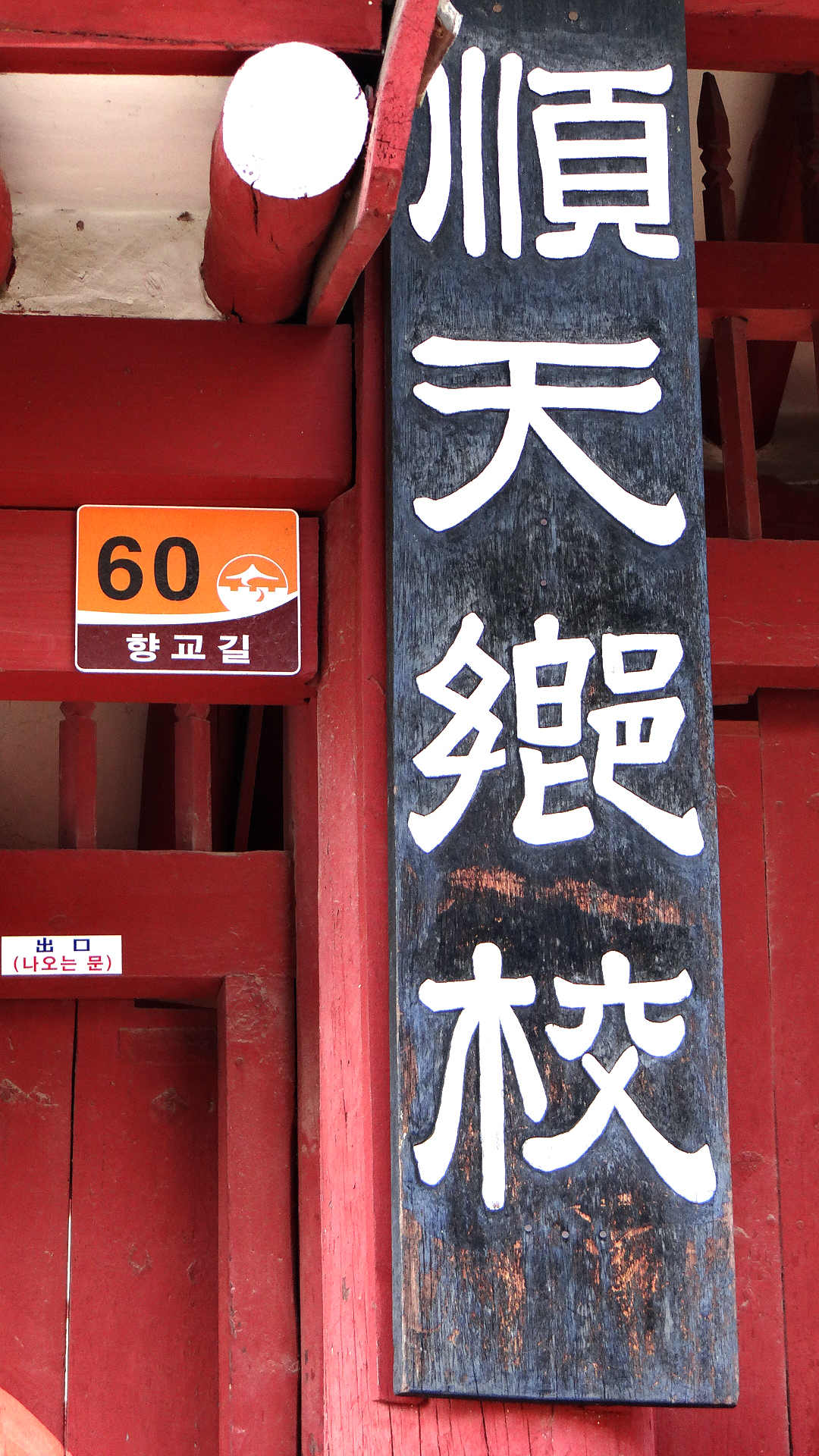
順天鄉校招牌
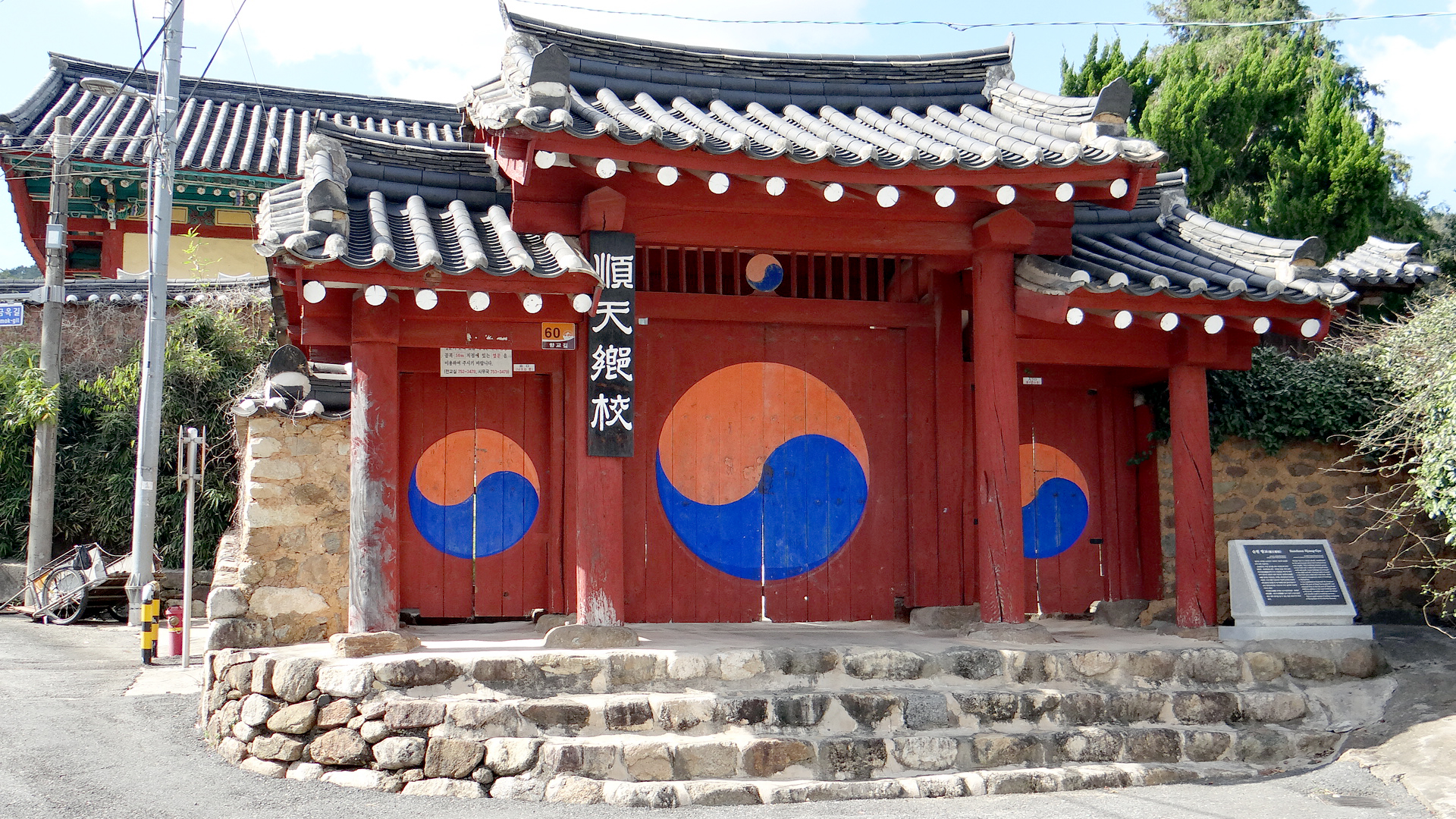
一所鄉校大門
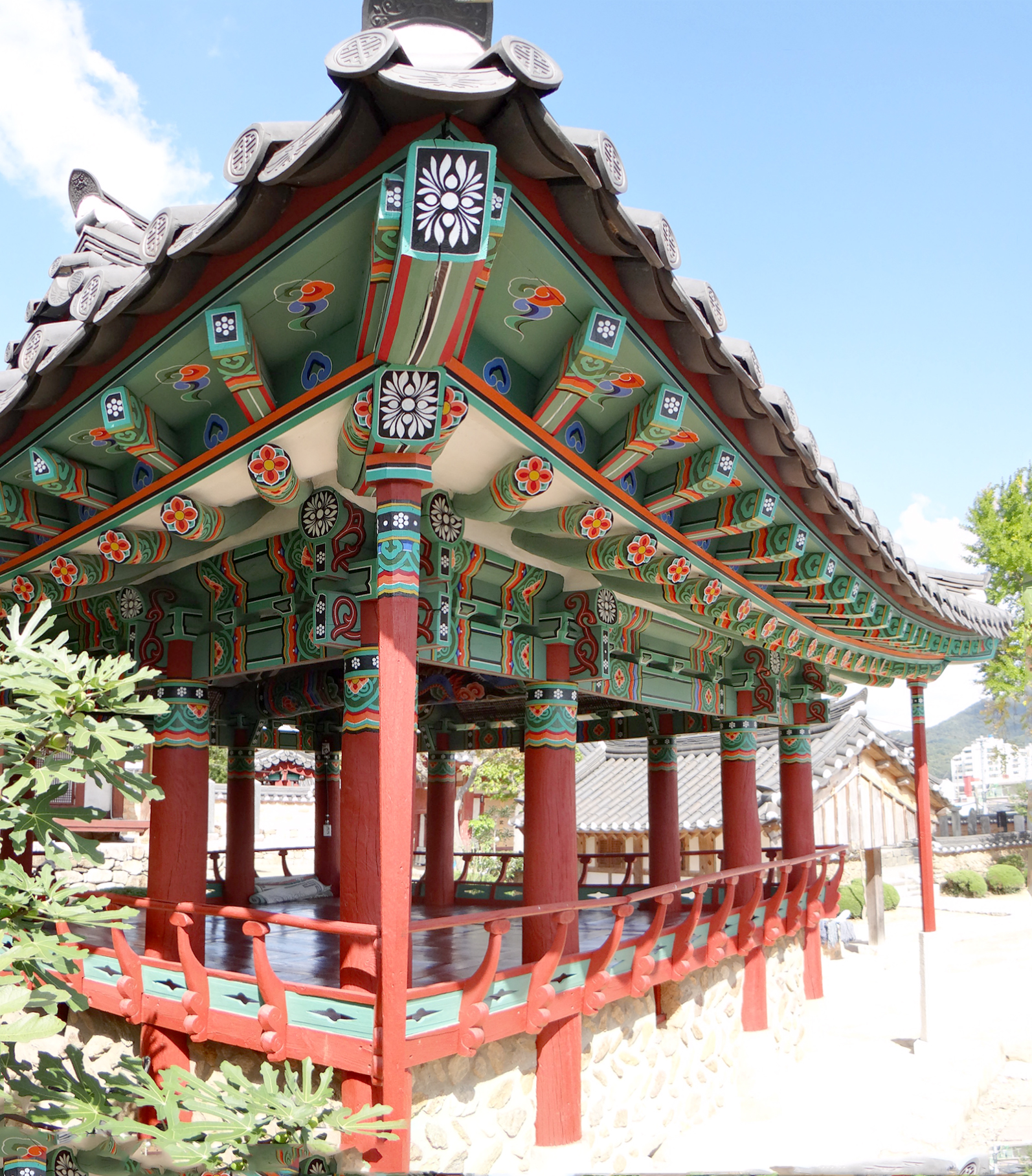
露天教室
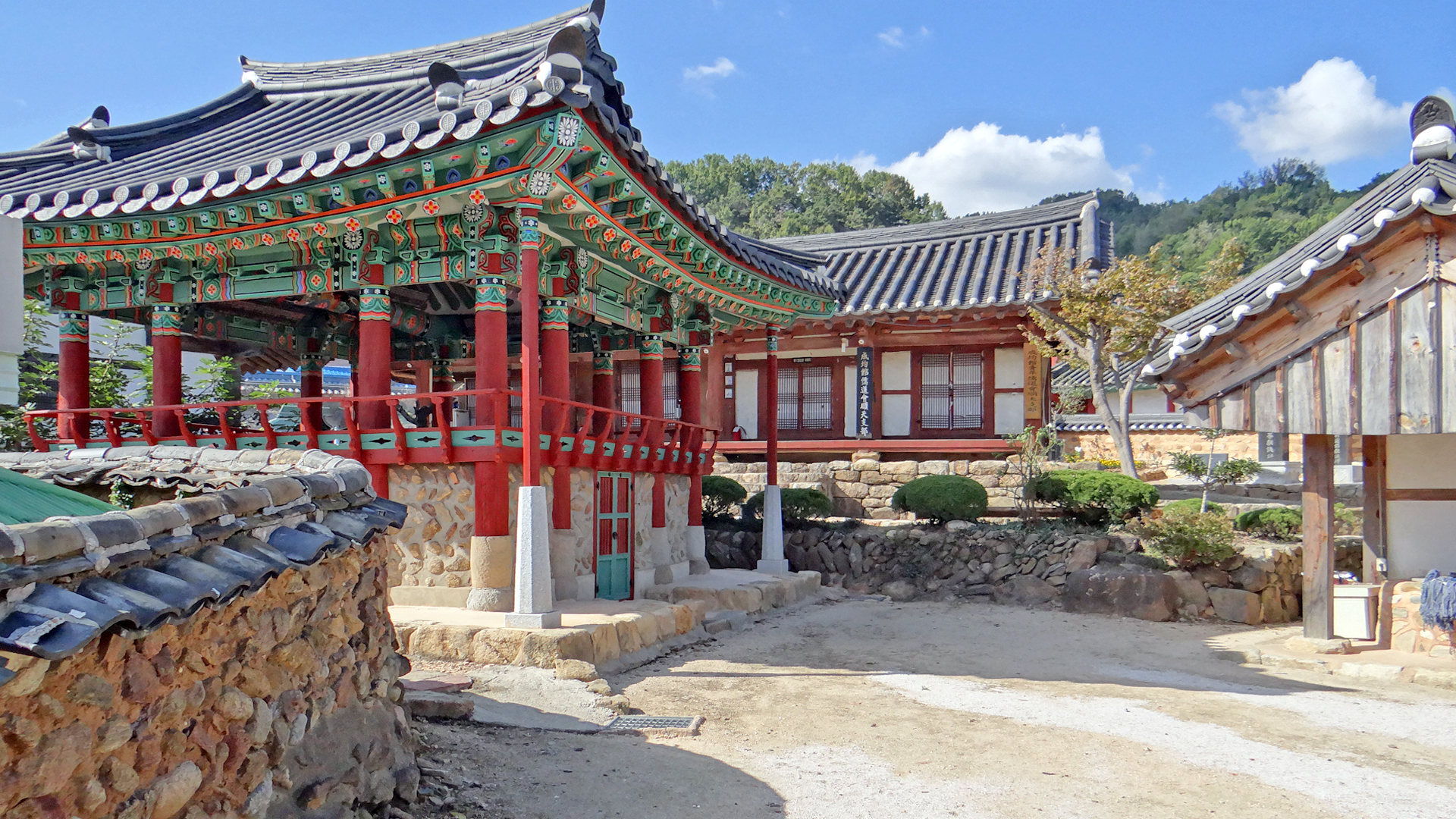
廣場
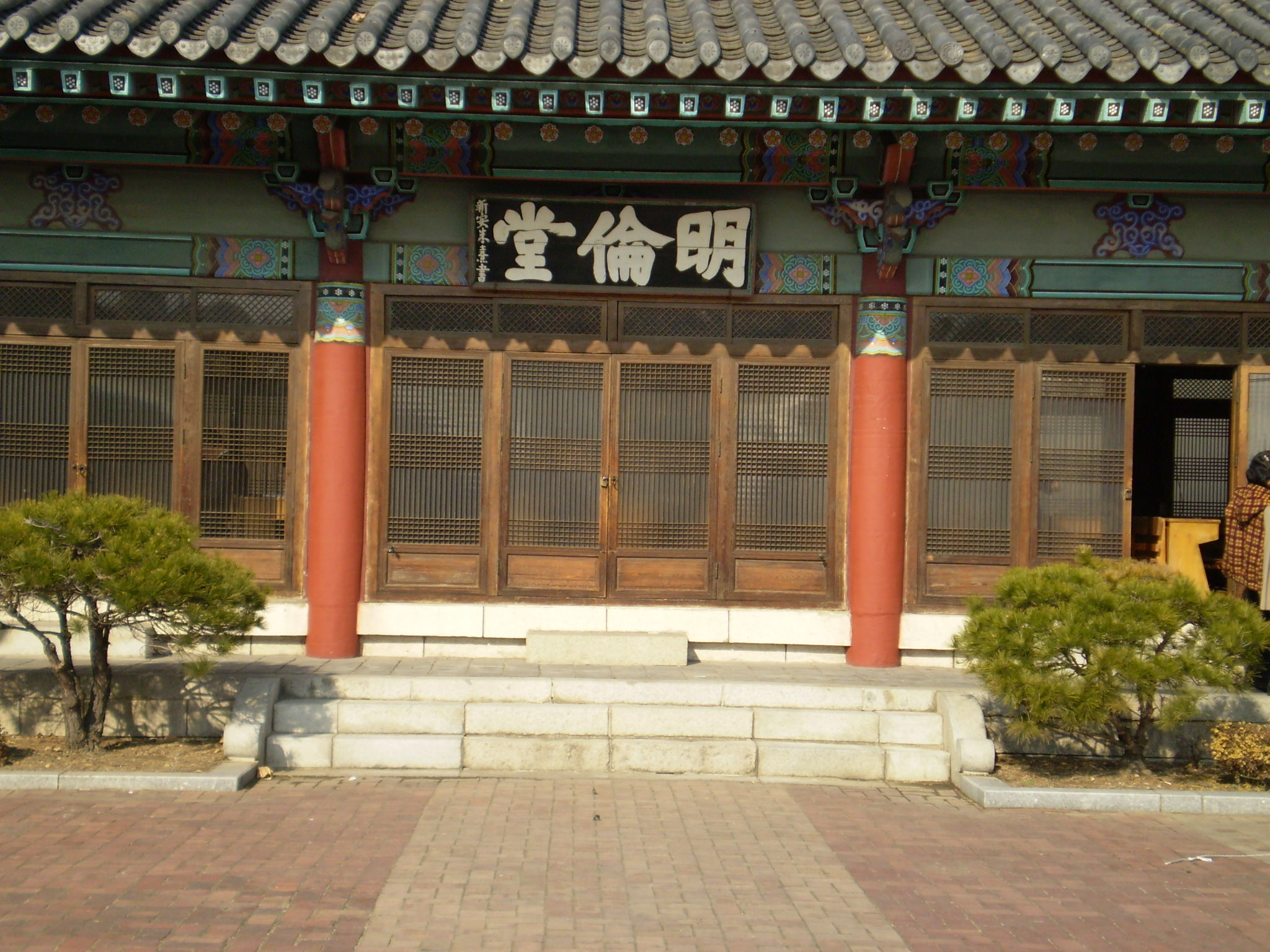
一所鄉校的明倫堂

## 日本
日本的鄉學始設於江戶時代，為各藩開辦的學校，相對於專門招收藩士子弟的藩校而言，鄉學招收的學生範圍較廣，包括武家子弟和庶民。

## 琉球
琉球的鄉學始於琉球國第二尚氏王朝時期。尚溫王在位期間接納國師蔡世昌（高島親方）的建議，下令在王宮以北開辦國學（現首里高等學校），又開辦了三個鄉學，供士族子弟就讀。